# Lletra
|  | Aquest article tracta sobre una grafia de l'alfabet. Vegeu-ne altres significats a «Lletra (desambiguació)». |

La lletra A de l'alfabet llatí es correspon a la lletra Alfa de l'alfabet grec

Una lletra és cadascun dels signes que representen els sons d'un llenguatge, un signe gràfic per a designar un o més sons. El conjunt de lletres usades en una llengua formen el seu alfabet. Les lletres s'ordenen de manera fixa (ordre alfabètic) i cadascuna rep un nom que la diferencia de la resta. En determinats alfabets o codis, a més a més, tenen un valor numèric assignat. Aquest és el cas dels números romans i les lletres d'altres sistemes d'escriptura. Els signes de cert sistemes d'escriptura, especialment aquells més antics no són lletres sinó que són anomenats sil·labaris (si descriuen una síl·laba) o logogrames (si reflecteixen una paraula).
Per extensió, el tipus de lletra designa les convencions de l'escriptura, i així es parla de lletra cursiva, majúscula, etc., o fins i tot es pot dir que una persona té bona o mala lletra, referint-se a la cal·ligrafia. Les lletres són compostes per traços executats segons un ordre força constant, però que, malgrat tot, ha variat durant el curs dels segles.
La relació entre so i lletra pot ser unívoca, però en la majoria d'idiomes no existeix una correspondència perfecta entre so de la parla i la grafia que el representa, per això l'ortografia dicta les normes amb què s'ha d'escriure cada llengua. Quan s'usen dues o més lletres per a escriure un únic so es parla de dígraf.

## Consideracions generals
Com a símbols que denoten un segment del discurs, les lletres es vinculen amb la fonètica. En un alfabet fonètic pur, un fonema simple és representat per una lletra simple, però tant al llarg de la història com en la pràctica, generalment, les lletres tenen correspondència amb més d'un fonema i al revés. Un parell de lletres que representen un fonema simple rep el nom de dígraf. Alguns exemples de dígrafs són: 
- en català, ll, ny, ss;
- en anglès, ch, sh, th;
- en castellà, ch, ll.

Un fonema també pot ser representat per tres lletres, i rep el nom de trígraf. Un exemple d'això últim és la combinació "sch" en alemany.
Les lletres també tenen noms específics associats a aquestes. Aquests noms poden diferir amb la llengua, el dialecte i la història. La z, per exemple, en anglès, se la coneix com a zed, menys als Estats Units, on se l'anomena zee.
Les lletres, com a elements dels alfabets, tenen un ordre prescrit. Això, generalment, es coneix com a ordre alfabètic, encara que la classificació alfabètica és la ciència dedicada a la tasca complexa d'ordenar i classificar les lletres en els diferents idiomes. En castellà, per exemple, la ñ és una lletra separada en comptes d'una "n" que necessita una altra "n" per a predir la ñ en la classificació alfabètica. En anglès, tant n com ñ són classificades de la mateixa forma.
Les lletres, a més, poden tenir un valor numèric. És el cas dels nombres romans i les lletres d'altres sistemes d'escriptura. En castellà i en altres idiomes com l'anglès, es fan servir els numerals aràbics en comptes dels romans.

## Història

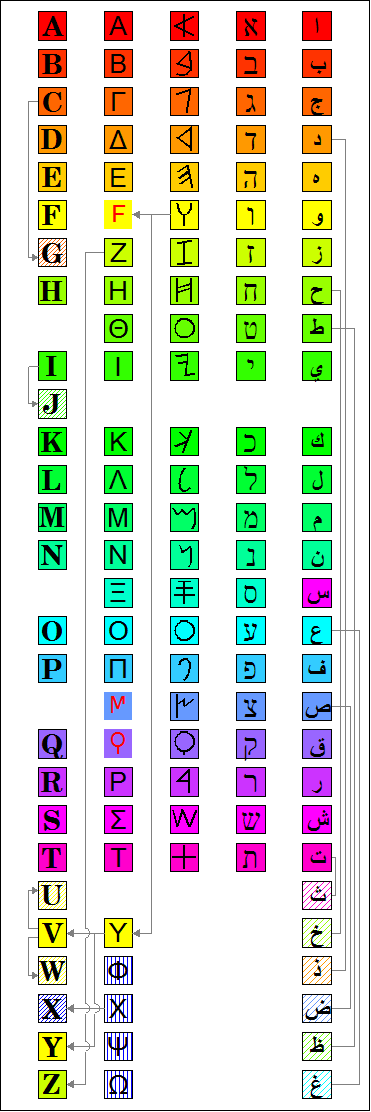
Taula mostrant detalls de quatre alfabets que provenen de l'abjad fenici. D'esquerra a dreta: llatí, grec, alfabet fenici, hebreu, àrab

Cap al 2700 aC, els antics egipcis havien desenvolupat un conjunt de 22 jeroglífics per representar en forma individual les consonants del seu llenguatge, més un vint-i-tresé jeroglífic que sembla que representava vocals al començament o al final d'una paraula. Aquests glifs eren utilitzats a manera de guies de pronunciació en logogrames, per a escriure inflexions gramaticals, i posteriorment per a transcriure paraules i noms estrangers. Tanmateix, si bé el sistema era de naturalesa alfabètica, no va ser utilitzat per a una escriptura purament alfabètica. Per això, encara que el sistema permetia ser utilitzat com un alfabet, va ser sempre utilitzat amb un fort component logogràfic, presumiblement a causa del gran vincle cultural existent amb el complex sistema egipci.
Per tant, la història de l'alfabet comença a l'antic Egipte, més d'un mil·lenni després d'haver començat l'escriptura. El primer alfabet formal va sorgir cap al 2000 aC per representar el llenguatge dels treballadors semites a Egipte, i es va gestar a partir dels principis alfabètics continguts en els jeroglífics egipcis. La majoria dels alfabets actuals del món o bé descendeixen directament d'aquesta arrel, per exemple els alfabets grec i el llatí, o es van inspirar en el seu disseny.
Durant els cinc segles subsegüents, es va difondre cap al nord, i tot els alfabets subseqüents del món han baixat d'aquest, o han estat inspirats en un dels seus descendents, amb la possible excepció de l'alfabet meroític, una adaptació del segle iii aC dels jeroglífics a Núbia, al sud d'Egipte, tot i que en aquest tema molts estudiosos sospiten que van existir influències del primer alfabet.
Els alfabets de l'edat del bronze mitjana d'Egipte encara han de ser desxifrats. Tanmateix, semblen ser ja alfabets almenys en forma parcial i, probablement, ja són alfabets complets. Els exemples més antics són gravats de la zona central d'Egipte i datats cap al 1800 aC. Segons Gordon J. Hamilton, aquestes inscripcions demostren que el lloc de la invenció de l'alfabet molt probablement hagi estat Egipte.
Tanmateix, quan l'escriptura es dissemina cap a Canaan, ja era purament alfabètica, i el jeroglífic que inicialment representava "casa" només significava b.
El primer estat canaanita que va fer un ampli ús de l'alfabet fou Fenícia, i per això les versions posteriors de l'escriptura canaanita són anomenades fenícies. Fenícia era un estat marítim al centre d'una vasta xarxa comercial, i aviat l'alfabet fenici es va difondre per tot el Mediterrani. Dues variants de l'alfabet fenici tindran un gran impacte en la història de l'escriptura: l'alfabet arameu i l'alfabet grec.
Cap al segle viii aC, els grecs van incorporar l'alfabet fenici i el van adaptar al seu llenguatge. Les lletres de l'alfabet grec són les mateixes que les de l'alfabet fenici, i tots dos alfabets estan ordenats de la mateixa manera. Tanmateix, si bé l'assignació de lletres vocals haguessin complicat la llegibilitat de l'egipci, fenici o hebreu, la seva absència representava un problema per al llenguatge grec, en el qual les vocals tenen un rol molt més important. Per això, els grecs van adaptar aquelles consonants fenícies que no podien pronunciar per representar vocals. Tots els noms de les lletres de l'alfabet fenici començaven amb consonants, i aquestes consonants eren el que les lletres representaven, el que s'anomena principi acrofònic. Tanmateix, diverses consonants fenícies no existien en grec i, per tant, diversos noms de lletres es van pronunciar amb vocals en el seu inici. Atès que el començament del nom d'una lletra s'assignava al so d'aquesta lletra, en grec aquestes lletres consonants van passar a ser les vocals.

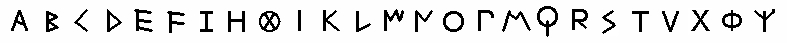
Alfabet de Cumas (grec occidental)

El grec es va convertir en la font de totes les formes d'escriptura modernes a Europa. L'alfabet dels antics dialectes occidentals del grec, com l'alfabet de Cumas, en què la lletra eta s'usava com h, va donar lloc als alfabets itàlics antics i a l'alfabet romà. En els dialectes grecs, en què no tenien el so /h/, eta va continuar com a vocal, i es va quedar com a vocal en el grec modern i en tots els alfabets que van derivar de la variant oriental: l'alfabet glagolític, el ciríl·lic, l'armeni, el gòtic (que va adoptar lletres gregues i també llatines), i possiblement el georgià.
Encara que aquesta descripció presenta l'evolució de les escriptures d'una forma lineal, és una simplificació; per exemple, l'alfabet manxú que baixa de l'adjasi d'Àsia occidental, va ser molt influenciat pel coreà hangul, que segons les interpretacions és un alfabet independent o deriva dels abugides del sud d'Àsia. El georgià aparentment descendeix de la família aramea, però va ser fortament influenciat en la seva concepció pel grec. L'alfabet grec mateix que deriva dels jeroglífics mitjançant l'alfabet semític, més tard va adoptar mitja dotzena de signes del demòtic quan va ser usat per a escriure l'egipci copte.
Una tribu coneguda com els llatins, que es convertirien en els romans, també vivien a la península Itàlica al nord dels grecs occidentals. Els llatins van adoptar per a la seva escriptura una variant de l'alfabet grec occidental arcaic pel contacte amb els etruscs, que usaven una transformació d'aquest, i dels mateixos grecs de la Magna Grècia al voltant del segle vii aC.
(L'alfabet grec occidental arcaic feia servir H com a consonant velar, X per a la combinació /ks/ ordenada al final de l'alfabet, i encara conservava les lletres arcaiques F o digamma, i Q o qoppa.)
Els llatins van prendre l'alfabet grec tal com l'havien adaptat els etruscos:
- van adaptar F etrusca, que es pronunciava com /w/, donant-li el so /f/
- van adoptar la S etrusca, amb tres línies en ziga-zaga, que posteriorment es corben donant l'aspecte actual de la moderna S
- els etruscos no tenien el so /g/ i per això la Γ etrusca acabaria originant la C llatina.
- els llatins no van adoptar la theta perquè aquest so no el necessitaven

Aquests canvis van donar origen a l'alfabet llatí arcaic, que inicialment tenia 21 lletres, però que abans del segle iii aC també va perdre la Z.

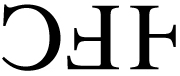
Les lletres clàudies

Els romans usaven la C, K i Q per a escriure el so /k/; la C havia adoptat també el so /g/. Posteriorment, el professor Espuri Carvili Ruga va donar difusió a la lletra G, que ja es coneixia anteriorment, per diferenciar la consonant gutural g de la C, afegint-li una petita lletra gamma a la C, i la va inserir entre la F i la H, per analogia a l'ordre de l'alfabet grec (que allà tenia la zeta Z entre digamma F i eta H). Claudi va proposar una reforma de l'alfabet llatí afegint-hi tres lletres noves, dites lletres clàudies, dues de les quals havien de representar els sons de la u i la i consonàntiques. Va instituir el canvi oficialment en la seva època de censor, però el canvi no li va sobreviure pas. Una vegada que l'Imperi romà va incorporar Grècia, es va adoptar la Y grega o ípsilon per transcriure les paraules gregues que es manllevaven, i es va tornar a introduir la Z o zeta, posant aquestes dues noves lletres al final de l'alfabet. D'aquesta manera, l'alfabet llatí va quedar amb 23 lletres durant la resta de l'antiguitat i l'edat mitjana.
A l'edat mitjana, durant el Renaixement carolingi, l'escriptura carolíngia va intentar unificar una nova cal·ligrafia a emprar en la còpia de còdex a partir d'un tractament particular dels tipus de lletres precedents (en especial de l'escriptura semiuncial) i de l'eliminació dels particularismes gràfics regionals de l'època, i en el De scribis ut ens vitiose scribant del 802 s'imposava una lletra clarament llegible als textos. Apareixen per primera vegada les lletres minúscules a conseqüència de l'evolució soferta per les majúscules en generalitzar l'escriptura amb tinta sobre pergamí o paper, i s'acabarien diferenciant I/J, i U/V/W.

## Alfabets i lletres

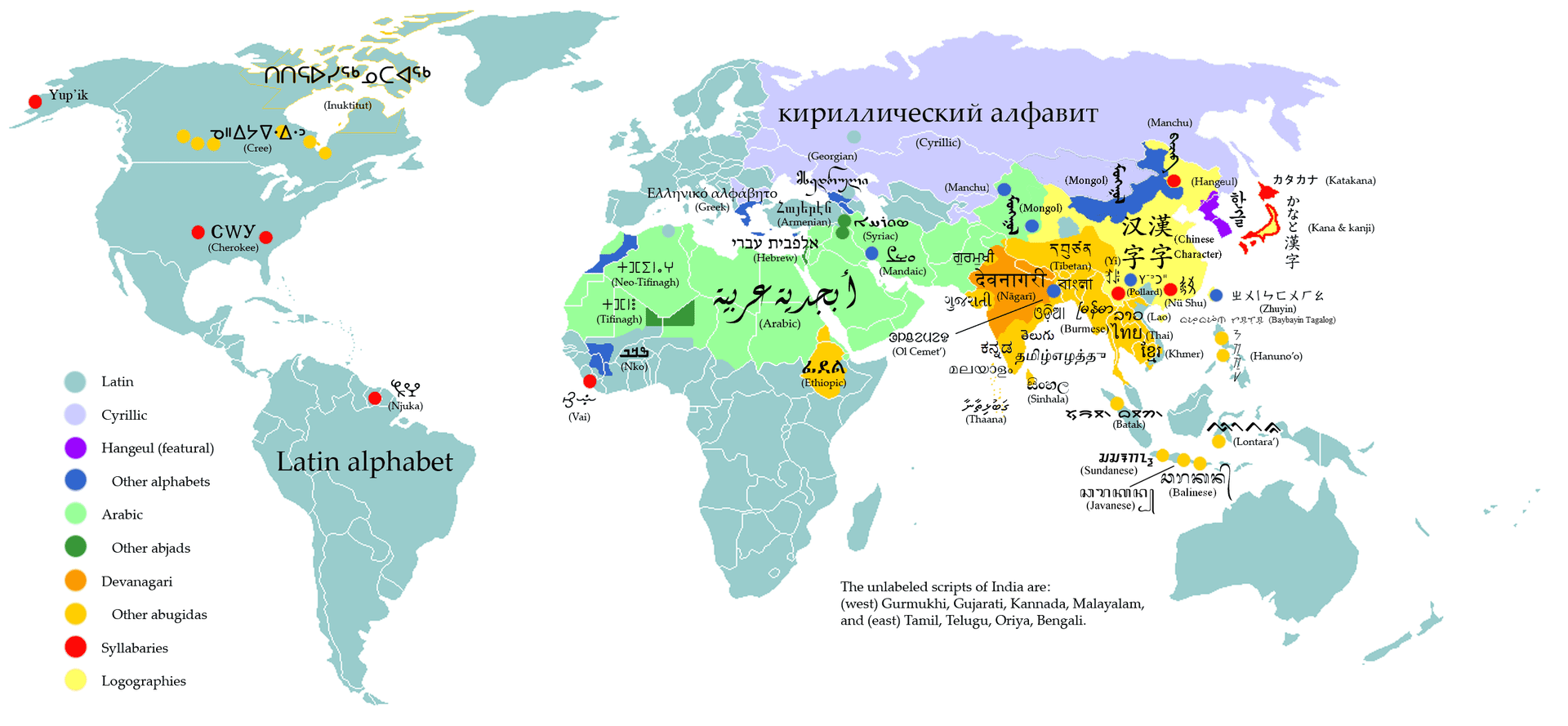
Sistemes d'escriptura al món

Alfabet àrab: ﺍ, ﺏ, ﺕ, ﺙ, ﺝ, ﺡ, ﺥ, ﺩ, ﺫ, ﺭ, ﺯ, ﺱ, ﺵ, ﺹ, ﺽ, ﻁ, ﻅ, ﻉ, ﻍ, ﻑ, ﻕ, ﻙ, ﻝ, ﻡ, ﻥ, هـ, ﻭ, ﻱ
Alfabet ciríl·lic: А, Б, В, Г, Ґ, Д, Е, Є, Ж, З, И, І, Ї, Й, К, Л, М, Н, О, П, Р, С, Т, У, Ф, Х, Ц, Ч, Ш, Щ, Ю, Я, Ъ, Ь, Ђ, Љ, Њ, Ћ, Џ
Alfabet grec: Α, Β, Γ, Δ, Ε, Ζ, Η, Θ, Ι, Κ, Λ, Μ, Ν, Ξ, Ο, Π, Ρ, Σ, Τ, Υ, Φ, Χ, Ψ, Ω.
Alfabet hebreu: א, ב, ג, ד, ה, ו, ז, ח, ט, י, כ, ל, מ, נ, ס, ע, פ, צ, ק, ר, ש, ת.
Alfabet llatí: A, B, C, D, E, F, G, H, I, J, K, L, M, N, O, P, Q, R, S, T, U, V, W, X, Y, Z.